# 卡斯图埃拉
卡斯图埃拉，是西班牙埃斯特雷马杜拉巴达霍斯省的一个市镇。总面积432平方公里，总人口6632人（2001年），人口密度15人/平方公里。